# Gouvernement Barkos
Communauté forale de Navarre
Barcina Chivite I
Le gouvernement Barkos est le gouvernement de la communauté autonome espagnole de Navarre entre le 23 juillet 2015 et le 7 août 2019, sous la IXe législature du Parlement.
Il est dirigé par la nationaliste de gauche Uxue Barkos, arrivée deuxième aux élections de 2015. Il repose sur une coalition entre Geroa Bai, Euskal Herria Bildu et Izquierda-Ezkerra. Il succède au gouvernement de la régionaliste conservatrice Yolanda Barcina et cède le pouvoir au premier gouvernement de la socialiste María Chivite, lui aussi constitué de plusieurs forces politiques.

## Historique
Ce gouvernement est dirigé par la nouvelle présidente nationaliste de gauche, Uxue Barkos. Il est constitué et soutenu par une coalition minoritaire entre Geroa Bai (GBai), Euskal Herria Bildu (Bildu) et Izquierda-Ezkerra (I-E). Ensemble, ils disposent de 19 députés sur 50, soit 38 % des sièges du Parlement.
Il est formé à la suite des élections autonomiques du 24 mai 2015.
Il succède donc au gouvernement présidé par la régionaliste conservatrice Yolanda Barcina et constitué par la seule Union du peuple navarrais (UPN).

### Formation
Lors du scrutin, l'Union du peuple navarrais arrive en tête mais n'est pas en mesure de réunir une majorité même en s'associant avec le Parti socialiste ouvrier espagnol (PSOE) et le Parti populaire (PP). Geroa Bai, devenue la deuxième force parlementaire, est en mesure de forger une majorité alternative dans un Parlement composé de sept formations différentes et où Podemos entre avec la même force que le PSOE et Bildu.
La présidente du Parlement, Ainhoa Aznárez, propose le 16 juillet au bureau et à la conférence des porte-paroles la candidature d'Uxue Barkos à la présidence de la communauté autonome, et que le vote d'investiture se tienne le 20 juillet. Le 17 juillet, Geroa Bai, Bildu, Podemos et Izquiera-Ezkerra s'entendent sur un programme commun de gouvernement comprenant 614 mesures, après un mois de négociations.
Le 20 juillet, Uxue Barkos est investie présidente de la Communauté forale par le Parlement : elle recueille 26 voix pour, 17 voix contre et 7 abstentions. En effet, si les quatre forces politiques formant sa majorité lui apportent leur soutien et que les deux partis de droite s'opposent à elle, les socialistes décident de s'abstenir. Elle prête serment deux jours plus tard devant le Parlement, en présence de la ministre Isabel García Tejerina. Le gouvernement, constitué de neuf conseillers, dont deux vice-présidents et la plupart sans appartenance à un parti politique, est assermenté le 23 juillet.

### Succession
Aux élections autonomiques du 26 mai 2019, la coalition au pouvoir perd sa majorité en raison du fort recul de Podemos.
Le 5 juillet, le Parti socialiste, Geroa Bai, Podemos et Izquierda-Ezkerra concluent une entente sur un programme commun de gouvernement. Le pacte sur la formation du gouvernement est scellé le 26 juillet.
Le président du Parlement, Unai Hualde, annonce le 30 juillet qu'il propose la candidature de la socialiste María Chivite à la présidence de la communauté autonome et qu'il convoque le débat d'investiture pour les 1er et 2 août suivants. Le lendemain, Bildu indique que ses militants se sont prononcés en faveur de l'abstention de leur groupe parlementaire, ce qui garantit l'investiture de María Chivite au second tour.
Lors du premier vote d'investiture, le 1er août, elle échoue à obtenir la confiance du Parlement, recueillant 23 voix favorables et 27 voix défavorables. Elle y parvient le lendemain, avec 23 voix pour, 22 contre et 5 abstentions. Elle prête serment devant le Parlement le 6 août et les 13 conseillers, dont deux vice-présidents, de son gouvernement sont assermentés et entrent en fonction le lendemain.

## Composition
| Fonction                                                                           | Titulaire | Titulaire                                                                    | Parti    |
| ---------------------------------------------------------------------------------- | --------- | ---------------------------------------------------------------------------- | -------- |
| Présidente                                                                         |           | Miren Uxue Barkos Berruezo                                                   | GBai     |
| Premier vice-président Conseiller au Développement économique                      |           | Manu Ayerdi Olaizola                                                         | GBai     |
| Deuxième vice-président Conseiller aux Droits sociaux                              |           | Miguel Laparra Navarro                                                       | I-E      |
| Conseiller aux Finances et à la Politique financière                               |           | Mikel Aranburu Urtasun                                                       | GBai     |
| Conseillère à la Présidence, à la Fonction publique, à l'Intérieur et à la Justice |           | María José Beaumont Aristu                                                   | EH Bildu |
| Conseillère aux Relations citoyennes et institutionnelles Porte-parole             |           | Ana Ollo Hualde                                                              | GBai     |
| Conseiller à l'Éducation                                                           |           | José Luis Mendoza Peña (jusqu'au 12/04/2017) María Roncesvalles Solana Arana | GBai     |
| Conseiller à la Santé                                                              |           | Fernando Domínguez Cunchillos                                                | GBai     |
| Conseillère à la Culture, aux Sports et à la Jeunesse                              |           | Ana Herrera Isasi                                                            | GBai     |
| Conseillère au Développement rural, à l'Environnement et à l'Administration locale |           | Isabel Elizalde Arretxea                                                     | EH Bildu |